# 克拉斯诺戈尔斯基 (车里雅宾斯克州)
克拉斯诺戈尔斯基（羅馬化：Krasnogorskiy）是俄罗斯车里雅宾斯克州的市级镇，为该州叶曼热林斯克区第二大聚居地，仅次于区行政中心叶曼热林斯克市。地处车里雅宾斯克州中东部，位于鄂毕河流域乌伊河一支流乌韦利卡河（Увелька）畔，在区行政中心叶曼热林斯克及州府车里雅宾斯克南偏西方。
经车里雅宾斯克、特罗伊茨克通往俄哈边境的A310公路从该镇东侧经过。
该地2022年人口有11,799人；2010年人口13,624；2002年人口13,702；1989年人口15,393。